# Microregione di São Bento do Sul
São Bento do Sul è una microregione dello Stato di Santa Catarina in Brasile.

## Comuni
Comprende 3 comuni:
- Campo Alegre
- Rio Negrinho
- São Bento do Sul